# Akira Nišino
Akira Nišino (* 7. dubna 1955) je bývalý japonský fotbalista.

## Reprezentační kariéra
Akira Nišino odehrál 12 reprezentačních utkání. V roce 1996 trénoval tým Japonska na Letních olympijských hrách v USA.

## Statistiky
| Japonsko | Japonsko | Japonsko |
| Roky     | Záp.     | Góly     |
| -------- | -------- | -------- |
| 1977     | 4        | 0        |
| 1978     | 8        | 1        |
| Celkem   | 12       | 1        |